# Préfecture des Hauts-de-Seine
Die Préfecture des Hauts-de-Seine ist ein Verwaltungsgebäude in der Bürostadt La Défense im Pariser Vorort Nanterre. In dem Gebäude befindet sich der Sitz der Präfekturverwaltung des Département Hauts-de-Seine. Das Hochhaus wurde von 1965 bis 1974 errichtet. Entworfen wurde das Hochhaus von den Architekten André Wogenscky, Henri Chauvet und Alain Richard. André Wogenscky, war ein Schüler von Le Corbusier, wodurch das Gebäude in einem „corbusierartigem“ Stil gestaltet wurde.
Der Büroturm ist mit der Métrostation La Défense und dem Bahnhof La Défense an den öffentlichen Nahverkehr im Großraum Paris angebunden.